# Superclásico (film)
Superclásico è un film del 2011 diretto da Ole Christian Madsen.
Il film è stato selezionato come candidato danese per la categoria Miglior film straniero dei Premi Oscar 2012. Il 18 gennaio 2012, il film è stato candidato come uno dei nove finalisti per gli Oscar.

## Trama
Dopo aver ricevuto le carte del divorzio da parte della moglie Anna, che lavora in Argentina come agente sportivo, il venditore di vino danese Christian decide di partire col sedicenne figlio Oscar per l'Argentina per convincere sua moglie a non divorziare da lui. Sul posto Christian scopre però che Anna ha già una relazione con la stella del calcio argentino Juan Diaz, che sta per giocare la più importante partita di calcio argentino, il Superclásico. Durante il suo soggiorno Christian conosce la cultura e le persone argentine e tra l'altro intraprende una breve relazione con l'anziana ma appassionata governante Fernanda.
Nel frattempo, il figlio Oscar incontra la giovane guida turistica Veronica, scappa di casa ed inizia una relazione con lei. Quando la relazione viene alla luce, ci sono problemi che possono essere risolti con l'aiuto di Christian. Quando Anna e Juan Diaz hanno i loro primi litigi, Christian e Anna si riavvicinano di nuovo ma Christian, cambiato dalla cultura argentina, decide di concedere il divorzio ad Anna. Dopo il matrimonio di Juan Diaz e Anna, Christian se ne torna felicemente a casa in Danimarca.

## Distribuzione
Il film venne distribuito nei cinema danesi dalla Sandrew Metronome International il 17 marzo 2011.

## Accoglienza

### Botteghini
Girato con un budget stimato di 18.400.000 di corone danesi, il film ha incassato in tutto il mondo la cifra di 2.701.266 di dollari.

## Riconoscimenti
- 2012 - Bodil Awards
  - Miglior attrice non protagonista a Paprika Steen
  - Nomination Miglior film
  - Nomination Miglior attore ad Anders W. Berthelsen
- 2012 - Danish Film Awards
  - Nomination Miglior film
  - Nomination Miglior attore ad Anders W. Berthelsen
  - Nomination Miglior attrice non protagonista ad Adriana Mascialino
  - Nomination Miglior regista
  - Nomination Miglior fotografia
  - Nomination Miglior sceneggiatura
  - Nomination Miglior scenografia
  - Nomination Miglior suono
  - Nomination Migliori effetti speciali
  - Nomination Miglior canzone
- 2012 - Ole Awards
  - Nomination Miglior film
  - Nomination Miglior attrice non protagonista ad Adriana Mascialino
  - Nomination Miglior attore non protagonista a Sebastián Estevanez
- 2012 - Zulu Awards
  - Miglior attrice a Paprika Steen
  - Nomination Miglior attore ad Anders W. Berthelsen